# Microcerella rufipes
Microcerella rufipes är en tvåvingeart som beskrevs av Guilherme A.M.Lopes 1982. Microcerella rufipes ingår i släktet Microcerella och familjen köttflugor.
Artens utbredningsområde är Peru. Inga underarter finns listade i Catalogue of Life.